# Jászjákóhalma
Jászjákóhalma là một thị trấn thuộc hạt Jász-Nagykun-Szolnok, Hungary. Thị trấn này có diện tích 45,04 km², dân số năm 2010 là 3116 người, mật độ 69 người/km².